# Gibão-de-couro
Caça-moscas-das-rochas ou gibão-de-couro (Hirundinea ferruginea (Vieil.)), também conhecido como birro e bem-te-vi-de-gamela, é uma espécie de pássaro sul-americano pertencente a família dos tiranídeos, com várias subespécies espalhadas pelo continente.
É uma ave com extrema habilidade de voo que vive em locais altos (nas cidades no alto dos prédios), e se alimenta de pequenos insetos voadores (cupins, abelhas-cachorro, moscas, etc). Em geral quando seus filhotes estão pequenos costuma também caçar libélulas (lavadeiras) fazendo incríveis acrobacias em velocidade. Costuma pôr de 2 a 3 ovos entre o final de outubro e início de novembro, e ficam bem agressivos nesta época enquanto seus filhotes estão no ninho, que leva cerca de 20 dias para começarem a dar os primeiros voos.

## Etimologia
"Gibão-de-couro" e "bem-te-vi-de-gamela" são referências à sua cor marrom-escura ("gamela" é uma espécie de vasilha de barro ou de madeira). "Bem-te-vi-de-gamela" também pode ser uma referência ao hábito da espécie de frequentar as habitações humanas. Hirundinea ferruginea é um termo latino que significa "andorinha enferrujada", numa referência a sua semelhança com as andorinhas e à sua cor parda.